# ПВК «Вагнер»
Приватна військова компанія Вагнера, ПВК «Вагнер», група Вагнера (рос. Частная военная компания Вагнера, ЧВК «Вагнер»; прізвисько «музиканти») — російське збройне формування, міжнародна злочинна та терористична організація, що комплектується найманцями, засудженими злочинцями. Створена 2013 року в РФ для участі у збройних конфліктах без залучення регулярних військ. Від 2022 року згадується також під назвою ПВК «Ліга». Припинила своє існування як окрема структура у 2023 році після смерті Пригожина та Уткіна.
Бере участь у бойових діях, зокрема, на сході України з 2014 року та під час повномасштабної війни проти України на боці Росії, у Сирії на боці союзника Росії режиму Асада, у Судані, у Лівії, у ЦАР. Учасники групи підозрюються в численних воєнних злочинах, у злочинах проти людяності тощо, зокрема на території України. Включена до санкційних списків США, Європейського Союзу та Японії. 26 січня 2023 року визнана Міністерством фінансів США транснаціональною злочинною організацією та 6 лютого 2023 року Верховною Радою України — міжнародною злочинною організацією.
Визнана терористичною організацією в Британії. З жовтня 2023 року підпорядкована Росгвардії.

## Статус
На офіційному рівні існування організації Росією не коментувалося, але є коментар президента РФ Володимира Путіна на щорічній пресконференції від 2018 року. У російських ЗМІ організація позиціонується як приватну військову компанію, що перебуває під командуванням відставного підполковника ЗС РФ Дмитра Уткіна, позивний «Вагнер».
Припускається, що структура є підрозділом Сил спеціальних операцій РФ, і лише маскується під приватну компанію, натомість виконуючи завдання як генштабу МО РФ, так і ФСБ РФ. За даними ІнформНапалму, Кремль використовує ПВК «Вагнера» як елемент гібридної війни Росії в інших країнах. Під вивіскою приватної компанії зібрано інтернаціональних найманців, але основою цієї структури є російські військовослужбовці у відставці, які виконують накази російського командування. Вони проходять підготовку на базі 10-ї окремої бригади спецпризначення ГРУ Росії. Бійці компанії та їх командири, на чолі з «Вагнером», отримують відомчі нагороди, підписані особисто президентом Росії Путіним. Важке озброєння і техніку вони отримують безпосередньо з баз зберігання МО Росії. Від кадрових військовослужбовців збройних сил РФ їх відділяє тільки формулювання в контракті та розмір грошового забезпечення, а також те, що офіційній Москві від них легше відмовитися.
На Донбасі підрозділи структури забезпечували прикриття регулярних підрозділів російської армії в боях за Дебальцеве і Луганський аеропорт, а також виконували доручення, зокрема ліквідацію ватажків бойовиків, діяльність яких не задовольняла російське керівництво.

## Історія
Воєнізоване формування створене 2013 року на основі так званого «Слов'янського корпусу». Навесні 2014 року нелегально діяло в інтересах Росії на території України в Криму, пізніше воювало на території Луганської області, воює на стороні Росії в Сирії. Оснащене важкою піхотною зброєю і бронетехнікою. Керівник — російський підполковник запасу Дмитро Уткін, позивний «Вагнер» (1970 р. н.), до 2013 року командир 700-го окремого загону спецпризначення 2-ї окремої бригади підрозділу спеціального призначення ГРУ МО Росії. Члени угрупування Вагнера неодноразово нагороджувались державними нагородами Росії за особистими неопублікованими наказами президента Росії.
Факт існування і діяльності «Слов'янського корпусу» і його трансформацію в нелегальну приватну військову компанію неодноразово описувала у своїх розслідуваннях санкт-петербурзька інтернет-газета «Фонтанка». 3 листопада 2016 року власне розслідування опублікувало агентство «Ройтерз». 2015 року «Фонтанка» опублікувала деталі типової угоди ПВК «Вагнер» та розцінки. Згідно з нею, «відрядження» може тривати від 1 до 6 місяців. У разі загибелі, родичам передбачена компенсація. Тіло на батьківщину не доставляють. Найманці зобов'язані не розголошувати факт служби у ПВК протягом 10 років. Ухвалення Росією закону про короткострокові військові контракти 2016 року розцінювалося багатьма експертами як узгодження законодавства під подібні організації. Однак, за даними «Радіо Свобода», станом на 2018 рік угоди укладають на ведення геологорозвідки, з умовою, що робота вестиметься в умовах бойових дій.
Низка ЗМІ зверталась із офіційними запитами до державних російських структур. Міністерство оборони РФ не надало відповіді на запит «Газета.Ru» з вимогою прокоментувати інформацію про підготовку найманців для війни в Сирії, про правові підстави такої діяльності та її фінансування (2016). Проігноровано також запит медіахолдингу РБК, запит до міністерства оборони і адміністрації президента від інформагенції «Ройтерз» (2018). Міністерство оборони заперечило повідомлення від СБУ про доставку найманців крейсером «Варяг» (2018).
Керівник Conflict Intelligence Team Руслан Левієв в інтерв'ю російській службі Радіо «Свобода» висловив припущення, що ПВК курується російською військовою розвідкою. Такий висновок він аргументує безпосереднім сусідством тренувальної бази групи з базою ГРУ. Він також відзначає деякі види специфічного озброєння ПВК, характерні для спецслужб. Британський фахівець у справах російських спецслужб Марк Галеотті називає компанію «псевдонайманською» (англ. pseudo-mercenary firm). Голова СБУ Василь Грицак заявив, що його відомство вважає членів ПВК «Вагнер» військовослужбовцями ЗС Російської Федерації.
30 червня 2017 року в YouTube з'явився запис, де імовірно зафіксовані бійці ПВК «Вагнер», які катують сирійського чоловіка, а потім вбивають, обезголовлюють та спалюють його тіло. На відео чути російську мову, музику російською мовою воєнної тематики, а також на плечі в одного з бійців виявлена нашивка російською мовою: «Я просто зроблю тобі дуже, дуже боляче». Згодом було встановлено, що чоловік — дезертир, примусово мобілізований до сирійської армії.

### Після заколоту в червні 2023 року[⇨]
У жовтні 2023 року групу було підпорядковано Росгвардії.Згідно з опублікованими повідомленнями російських Telegram-каналів, підрозділ формально очолив його син Павло. Проте колишній радник глави Росгвардії, депутат Держдуми Олександр Хінштейн заявив, що про входження ПВК до складу відомства «не може бути й мови» - найманці можуть лише укладати контракти в індивідуальному порядку без структурного поглинання ПВК Росгвардією; наступного дня повідомили про призупинення набору до «оновленої» групи Вагнера.

### Підрозділ «Камертон»
Наприкінці жовтня 2023 року частина колишніх найманців «Вагнера» утворила новий бойовий підрозділ «Камертон» у складі кадировського спецзагону «Ахмат», який, після злагодження на полігоні, візьме участь у війні проти України на тих напрямках, де потрібен досвід штурмовиків. За словами Рамзана Кадирова, у складі «Камертона» перебуває щонайменше 170 колишніх найманців ПВК «Вагнер»; за словами заступника командувача 2-го армійського корпусу ВС РФ Апти Алаудінова, командиром «Камертона» призначений колишній командир «Вагнера» «Пресс», якому надана повна свобода дій у доборі найманців та в керівництві підрозділу. Частина «камертонівців» — засуджені кримінальники, раніше набрані у «Вагнер» Пригожиним. Членам «Камертона» дозволено використовувати символіку ПВК «Вагнер» поряд із символікою «Ахмата».

### «ПВК Вагнер Центр»
4 листопада 2022 року в Невському районі Санкт-Петербурга відкритий «ПВК Вагнер Центр» (рос. ЧВК Вагнер Центр), раніше анонсований власником ПВК Євгенієм Пригожиним, за словами якого, це буде комплекс будівель для роботи спеціалістів у галузі оборонних технологій.

## Участь у воєнних діях

### Україна
За даними інтернет-газети «Фонтанка», навесні 2014 року ПВК нелегально діяла в інтересах Росії на території України в Криму. Служба безпеки України 7 жовтня 2017 року повідомила результати свого розслідування, згідно з яким перша інформація про бойовиків Вагнера з'явилась 29 травня 2014 року. Вони брали участь у боях за Луганський аеропорт (72 найманці, 15 убитих) та в битві за Дебальцеве (205 найманців, 21 убитий). СБУ підозрює двох найманців у збитті Іл-76 під Луганськом 14 червня 2014 року. Крім того, бойовики Вагнера брали участь у диверсіях та провокаціях проти сил АТО на лінії розмежування. Очільник СБУ заявляє, що встановлено дані 277 чоловік, які воювали на Донбасі, при цьому загальна кількість бойовиків ПВК, за оцінкою СБУ, сягає близько 5 тис.
Український журналіст Юрій Бутусов у березні 2016 року повідомив, що ПВК «Вагнер» причетна до ліквідації лідерів ЛНР — Олександра Бєднова і Олексія Мозгового. Інформацію він почерпнув із сайтів «Спутник и Погром» і повідомлення у фейсбуку від бойовика Станислава Шустрова (згодом видаленого). Пізніше, 7 жовтня 2017 року, голова СБУ Василь Грицак також заявив, що Олександра Бєднова ліквідували вагнерівці.
Згідно з розслідуванням InformNapalm, ПВК «Вагнер» була залучена до роззброєння формування російських бойовиків «Одесса» в Луганську.
За даними журналіста «Фонтанка», у складі групи діяв підрозділ під назвою «Карпати», утворений із громадян України з територій самопроголошених ДНР і ЛНР. Його планували використовувати для диверсій і розвідки в українському тилу. Однак, через погану підготовку, успіху ця ініціатива не мала.
У травні 2018 року було опубліковано інформацію про перший відкритий бій із масованим застосуванням бронетехніки й завдання поразки від ЗС України під час боїв за Дебальцеве 28 січня 2015 року.

#### Вторгнення в Україну 2022 року
У лютому 2022 року бойовики Вагнера прибули на територію Білорусі, українська розвідка попереджала про підготовку до серії провокацій та терористичних актів. Наприкінці лютого з'явилися оголошення про масовий набір  найманців до ПВК.
У березні 2022 року члени угруповання почали брати участь у російському вторгненні в Україну, ЗСУ знищили кількох найманців. Частина збройних формувань найманців діяла на південно-східному фронті. 12 березня СБУ повідомила про допит затриманого в районі Новоукраїнки бойовика ПВК «Вагнер». Одним із завдань ПВК «Вагнер» на початку вторгнення були диверсії, теракти та вбивства вищого керівництва України.
У травні 2022 року ЗСУ вдалося ліквідувати поблизу Попасної двох досвідчених льотчиків зі складу ПВК: генерал-майора ЗС РФ у відставці Канамата Боташева та полковника ЗС РБ у відставці Миколу Маркова. Орієнтовно 27 травня бійці ЗСУ знищили велику групу ПВК «Вагнер» на сході. Після успіхів ПВК у Луганській області (зокрема, майже повне знищення Попасної) Путін присвоїв Пригожину звання героя Росії.
9 червня 2022 року ЗСУ завдали удар по стадіону в населеному пункті Кадіївка, де перебували члени ПВК «Вагнер», унаслідок чого ліквідовано, за деякою інформацією, близько 200 бандитів і лише один вижив.
18 червня 2022 року українськими військовими поблизу Світлодарська був збитий черговий Су-25 ПВК. Льотчика затримано, 21 червня СБУ опублікувала відео з його допитом.
19 липня бійці 58-ї окремої мотопіхотної бригади імені гетьмана Івана Виговського знищили групу бойовиків ПВК «Вагнер» («Ліга»).
14 серпня ЗСУ завдали удару по пункту дислокації ПВК у Попасній, кількість убитих уточнюється. Тоді ж з'явилася інформація про поранення куратора ПВК — Пригожина.
14 вересня в мережі опубліковане відео, на якому, ймовірно, Пригожин агітує приєднуватися до ПВК «Вагнер» засуджених російської колонії суворого режиму. Чоловік розповідає, що злочинці беруть участь у російсько-українській війні з червня 2022 року, та обіцяє помилування після 6 місяців участі в боях. Про особисту участь Пригожина у вербуванні засуджених раніше повідомлялося в липні 2022 року. 23 вересня в селищі Красний Ключ, Татарстан, похований лідер ОЗУ «Кусковські» Ігор Куск, убитий під Бахмутом у складі групи Вагнера; за повідомленнями місцевих ЗМІ, він відбував 23-річний термін ув'язнення за особливо тяжкі злочини, але 25 липня 2022 року був завербований до приватної військової компанії на війну в Україні.
28 жовтня 2022 року спецпідрозділ «Хорт» заявив про ліквідацію під час бойового зіткнення заступника начальника штабу ПВК та кількох інших членів групи.
5 травня 2023 року Пригожин у відеозверненні заявив, що 10 травня 2023 року ПВК має наймір вийти з Бахмуту через гострий снарядний голод.
7 травня 2023 року Пригожин повідомив, що російське командвування пообіцяло йому всю необхідну зброю та спорядження для того, щоб ПВК залишилось в Бахмуті. Також найманцям на цьому напрямку допомагатиме командувач ПКС який очолював російські війська у жовтні — січні, генерал Сергій Суровікін.
23 червня 2023 року Пригожин звинуватив військових Міністерства оборони Росії в обстрілі тилових позицій вагнерівців і пообіцяв покарати тих, хто це зробив, зокрема міністра оборони РФ Сергія Шойгу.

#### Заколот ПВК «Вагнер»
Після цього стосовно Пригожин було порушено кримінальну справу за статтею 279 КК РФ («Збройний заколот»). Найманці ПВК «Вагнер» взяли контроль над військовими об'єктами і центром Ростова-на-Дону, блокувавши силовиків. Деякі з'єднання висунулися з Ростовської області федеральною трасою М-4 «Дон» у бік Москви. Протягом дня з'єднання ПВК «Вагнер» з мінімальним опором пройшли Воронезьку, Липецьку і Тульську області. У кількох регіонах, зокрема в Москві, було оголошено режим контртерористичної операції.
За даними OSINT-проекту Oryx за 24 червня урядові війська втратили 9 одиниць техніки. Було збито літак-командний пункт Іл-22М з 10 людьми на борту і шість вертольотів, серед яких один вертоліт Мі-8, три вертольоти радіоелектронної боротьби Мі-8МТПР-1, один ударний вертоліт Мі-35М і один вертоліт Ка-52 «Алігатор». Крім того, «вагнерівці» захопили автомобіль із захистом від мін і засідок КамАЗ-435029 «Патруль-А» і бронеавтомобіль «Тигр-М». ПВК «Вагнер» втратили тільки пікап УАЗ-23632-148-64 зі встановленим на ньому кулеметом ДШК.
24 червня, за посередництва президента Білорусі Олександра Лукашенка, Євген Пригожин домовився з федеральною владою Росії про припинення заколоту, зупинку просування підрозділів ПВК «Вагнер» за 200 кілометрів від Москви і їхнє повернення у звичайні місця дислокації. Прессекретар Дмитро Пєсков заявив, що кримінальну справу проти Пригожина буде припинено, а сам він може виїхати до Білорусі, що і сталося 27 червня.

#### Вбивство Євгена Пригожина
За даними МНС Росії Пригожин загинув в авікатастрофі 23 серпня 2023 року під час рейсу Москва — Санкт-Петербург під селом Куженкіно Тверської області Росії. Повідомляється, що усі 10 осіб (7 пасажирів і 3 члени екіпажу) занинуло.
Після смерті верхівки ПВК структуру віддали у подпарядківанню керінику Національної гвардії РФ Віктору Золотову
2 листопада 2023 повідомили, що ПВК «Вагнер» очолив його син Павло Євгенійович Пригожин 

### Сирія
До Сирії бойовики Вагнера прибули у вересні 2015 року. У жовтні, під час мінометного обстрілу військової бази загинуло за даними різних джерел 8 або 9 людей. До початку 2016 року в бойових діях участі майже не брали. Зрештою, були активно задіяні у боях за Пальміру. Тоді почались серйозніші втрати. У квітні-травні підрозділи були переважно виведені з Сирії. На місці залишились лише підрозділи забезпечення та військові фахівці. Згідно з документами, якими володіє fontanka.ru, втрати за цей період склали не менше 32 чоловік і близько 80 важко поранених. Навесні спостерігалось значне погіршення відносин ПВК «Вагнер» і Міністерства оборони Росії: зведено майже до нуля взаємодію з артилерією, військова авіація припинила евакуацію поранених найманців з поля бою, а також транспортування в Ростов. Журналісти fontanka.ru припускають, що це пов'язано з появою численних публікацій і бажанням міністерства відмежуватись від історії з найманцями.
Наступна кампанія в Пальмірі і навколишніх нафтоносних полях стартувала на початку 2017 року. За оцінками журналіста fontanka.ru втрати до серпня 2017 року склали ще 40—60 убитих і в кілька разів більше поранених. 18 вересня були задіяні для протидії ІДІЛ і деблокування взводу російської військової поліції у провінції Дейр-ез-Зор. 28 вересня ІДІЛ розпочав успішний контрнаступ, під час якого двоє вагнерівців потрапили у полон.

#### Розгром під Дайр-ез-Заур
7 лютого 2018 року о 22:00 за місцевим часом «вагнерівці», замасковані під сирійців, у складі двох батальйонно-тактичних груп, кожна з яких мала три роти, після артпідготовки почали атаку на позиції курдів та американців. Атака відбувалася на захопленому раніше росіянами плацдармі на лівому березі Євфрату приблизно у 80 км на південний схід від міста Дайр-ез-Заур, на території, яка за домовленістю сторін мала лишатися під контролем курдських військових формувань. На пропозиції американської сторони ще на стадії розгортання російських сил припинити просування у бік американо-курдських позицій, російський штаб традиційно відповідав, що з їх боку «нічого не відбувається» та «їх там немає».
Контратака американської артилерії та ВПС США тривала понад 7 годин. По російській колоні спочатку завдала ударів американська високоточна ракетна артилерія, потім російський спротив був придушений з повітря одним літаком Lockheed AC-130, а для остаточного знищення поодинокої живої сили були залучені чотири вертольоти з великокаліберними кулеметами. Цілі з повітря коректували американські дрони. У результаті бою повністю були розбиті обидва батальйони «вагнерівців». Практично повністю була знищена 5-та рота. Була також знищена російська група артилерійської підтримки, тилова база та російсько-сирійський штаб у глибині асадівської території, який керував наступом на курдські позиції. Офіційних даних або точних втрат російська сторона не надала. За перехопленими радіо- та телефонними повідомленнями росіян, втрати всієї бронетехніки росіян становили 90 %, живої сили — 70—80 %, а саме — від 215 до 644 російських вояків (дані у різних джерелах різняться). Багато російських вояків були знівечені до невпізнанності, тому свідки бою з російської сторони згадували про зниклих безвісти.
Розгром завершився о 5:30 ранку 8 лютого 2018 року. Американська та курдська сторона втрат не зазнали, лише один курдський військовик, як повідомив «Вашингтон пост», отримав поранення.
Офіційний штаб російського командування у Сирії запросив по рації у курдів та американців перемир'я, для того щоб евакуювати з поля бою вбитих та поранених.
За оцінкою Віктора Шевчука, розбиті російські підрозділи становили близько 20 % всіх російських штурмових сил у Сирії.
За повідомленням Bloomberg поранених доставлено у шпиталі Міністерства оборони в Москві і Санкт-Петербургу. Кількість загиблих продовжує зростати, оскільки багато з них мають важкі поранення.

### Судан
На початку грудня 2017 року журналісти російської служби BBC отримали кілька свідчень про те, що бойовики ПВК «Вагнер» беруть участь у громадянському конфлікті в Судані. Достеменно невідомо, на чиїй стороні. Відзначається, що напередодні Росію відвідав президент Судану Омар аль-Башир із проханням про захист країни від «агресивних дій США».
У березні 2024 року The Wall Street Journal повідомило, що влітку 2023 року президент Судану Абдель Фаттах аль-Бурхан звернувся до України за допомогою через підтримуючих повстанців ПВК «Вагнер» та колишніх поставок Україні з початку війни з Росією зброї суданською владою. Перша група українських солдатів в особі близько 100 військових, переважно з підрозділу українського Головного управління розвідки (ГУР) «Тимур», прибули до Судану в середині серпня. Там вони брали участь у боях із «вагнерівцями».

### Центральноафриканська Республіка
Росія розглядала ЦАР своєю новою сферою впливу в Африці, де діяла за допомогою найманців із ПВК «Група Вагнера», посилала своїх інструкторів для підготовки збройних сил ЦАР аби втримати при владі їхнього ставленика президента Фостена-Арканжа Туадеру. Попри ембарго ООН РФ вдалося продати в ЦАР дві партії стрілецької зброї в 2018 та 2019 рр. Друга партія, зокрема включала карабіни Мосіна (зразка 1891/30), виробництва 1944 року, що «залежалися» на складах МО РФ.

### Лівія
У травні 2020 року кілька новинних агентств опублікували інформацію з доповіді моніторингової місії комітету ООН із санкцій щодо Лівії, згідно з якою до 1200 найманців «ЧВК Вагнера» в Лівії воювали на боці генерала Халіфи Хафтара проти міжнародно визнаного уряду в Триполі. Доповідачі наголошували, що це лише приблизна цифра, яка базується на «нечисленних візуальних контактах та інформації відкритих джерел». У доповіді йшлося, що російські найманці діють у Лівії з 2018 року, «надаючи технічну підтримку в ремонті військових машин і беручи участь у бойових операціях», зокрема працюючи навідниками артилерії, снайперами, та «надаючи консультації в галузі протидії електронному спостереженню».

### Мозамбік
У вересні 2019 року група з 200 найманців ПВК Вагнера прибула до Мозамбіку разом з трьома бойовими гелікоптерами. До завдань росіян на території країни входили тренування місцевих військових та участь у боротьбі проти ісламістських повстанців у північній провінції Кабу-Делгаду. Однією з основних причин звернення мозамбіцького керівництва до найманців із Росії могла стати їхня дешевизна. У той час, як лідери південноафриканських ПВК пропонували послуги своїх співробітників із оплатою у 15—25 тисяч доларів на місяць, щомісячна зарплата рядового вагнерівця становила лише 1800—4700$.
27 жовтня 2019, згідно повідомленню видання Carta de Moçambique, у засідці загинули 5 бійців «Вагнера» та 20 військових ЗС Мозамбіку. Тіла загиблих після бою були обезголовлені заколотниками.
За даними джерел Moscow Times, всього протягом жовтня у Мозамбіку було вбито 7 вагнерівців. Українська дослідницька група «інформаційний спротив» оцінила втрати ПВК на території Мозамбіку у понад 10 загиблих. Офіційно російська сторона повідомлення про смерть росіян у Мозамбіку ніяк не прокоментувала.

### Білорусь
29 липня 2020 року білоруське держінформагентство БелТА повідомило про затримання 33 бойовиків ПВК «Вагнера», які прибули до Білорусі нібито для здійснення провокацій та дестабілізації обстановки в період виборчої кампанії. Пізніше Білорусь передала бойовиків Росії.
18 серпня «Українська правда» з посиланням на співрозмовника в Головному управлінні розвідки, опублікувала інформацію про те, що російських бойовиків до Білорусі виманили українські спецслужби з метою вивезти в Україну. Операція нібито зірвалася після доповіді в Офісі Президента України. Проте начальник ГУР МО заперечує цю версію та заявляє про інформаційну операцію російських спецслужб із дискредитації керівників України; СБУ назвала інформацію про участь служби в цій операції «звичайним фейком», глава Офісу Президента України вважає, що це «виглядає як добре продумана та спланована дезінформаційна кампанія».
1 жовтня 2023 року був опублікований заповіт Євгена Пригожина, згідно якого все його майно переходить Павлу.. Таким чином він успадкував ПВК «Вагнер» і провів переговори з Росгвардією про повернення найманців в Україну. Окрім цього, їм не доведеться підписувати контракти з Міністерством оборони, вони збережуть свою структуру і залишаться під командуванням Пригожина.

### Малі
Внаслідок військового перевороту в серпні 2020 року в Малі до влади прийшла військова хунта під керівництвом Ба Ндау. У червні 2021 року Франція, чиї війська перебували в зоні Сахеля в рамках антитерористичної операції, оголосила про намір повернути свою місію. Після цього малійський уряд звернувся до російської ПВК. У вересні 2021 року ЗМІ повідомляли, що влада Малі готова платити «Вагнеру» понад 9 млн $ на місяць за розміщення в країні близько 1000 бійців ПВК, навчання місцевих військових та захист високопосадовців. Франція вимагала від влади РФ не допустити підписання контракту між Малі та ПВК, також категорично проти цієї співпраці виступив глава зовнішньополітичної служби Євросоюзу Жозеп Боррель.
На початковому етапі, участь ПВК у війні не принесла істотних успіхів, призвівши натомість до зростання кількості випадків насильства щодо мирного населення у країні. Зокрема, вагнерівцями спільно з місцевими військовими були вчинені масові вбивства під час операцій у містах Мура та Хомборі регіону Мопті. Загалом, протягом січня–квітня 2022, урядовими силами було вбито понад 450 цивільних осіб.
20 квітня 2022 ЗМІ повідомили про перший випадок загибелі на території Малі російського найманця, який попереднього дня підірвався на саморобному вибуховому пристрої поблизу Хомборі та помер від отриманих поранень у госпіталі міста Севаре.
У травні 2023 Євген Пригожин підтвердив перебування своїх бойовиків у Малі, назвавши їхню діяльність у країні значно ефективнішою за дії миротворців ООН.
23 вересня 2023 в аеропорту Гао, вилетівши за межі злітно-посадкової смуги, розбився військово-транспортний літак Іл-76 із малійськими військовими та найманцями ПВК «Вагнер» на борту.
У жовтні-листопаді 2023, під час малійського контрнаступу, FAMA за допомогою ПВК встановили контроль над містом Кідаль та селищами Агелок і Тесаліт на північному сході країни. Принаймні одного вагнерівця у листопаді було вбито.
У кінці 2023—на початку 2024 в околицях столиці країни Бамако був застрелений білоруський найманець ПВК «Вагнер» Олександр Жегздрін.
За даними Human Rights Watch, у січні 2024 вагнерівці та війська хунти арештували 25 осіб, включно з 4 дітьми, у селищі поблизу військової бази в центральній частині Малі. Пізніше того ж дня, тіла арештованих були знайдені із зав'язаними очима та кульовими пораненнями голови.
6 травня 2024 у районі Менака розбився (за іншими даними був збитий бойовиками місцевого відділу ІД) навчально-бойовий літак урядових сил L-39 «Альбатрос». Обидва російських пілоти, що перебували на борту, загинули.
За даними проєкту All Eyes On Wagner, станом на середину 2024 року, на території Малі перебували від 1300 до 1500 вагнерівців.

#### Розгром під Тінзаватеном
У ніч з 25 на 26 липня 2024 збройні сили Малі спільно з 13-м штурмовим загоном ПВК «Вагнер» розпочали наступ у напрямку міста Тінзаватен, що знаходиться на підконтрольній туарезьким формуванням ділянці малійсько-алжирського кордону. Під час битви утворилася піщана буря, яка змусила обидві сторони тимчасово призупинити бойові дії. Колона FAMA та російських найманців, прямуючи на ротацію до міста Кідаль, потратила у засідку сил Національного руху за визволення Азаваду (CSP-DPA) та була знищена. У ході бою урядові сили втратили не менше 58 бійців убитими, 20 одиниць автомобільної техніки та 2 гелікоптери підтримки, які були підбиті повстанцями. Частина бійців ПВК та ЗС Малі потрапила у полон. За даними російських джерел, під час боїв за Тінзаватен загинули від 20 до понад 80 вагнерівців включно із командиром загону, що стало найбільшою поразкою ПВК за весь час її присутності в Африці. Втрати повстанців у бою склали від 9 до 20 вбитих

## Особовий склад

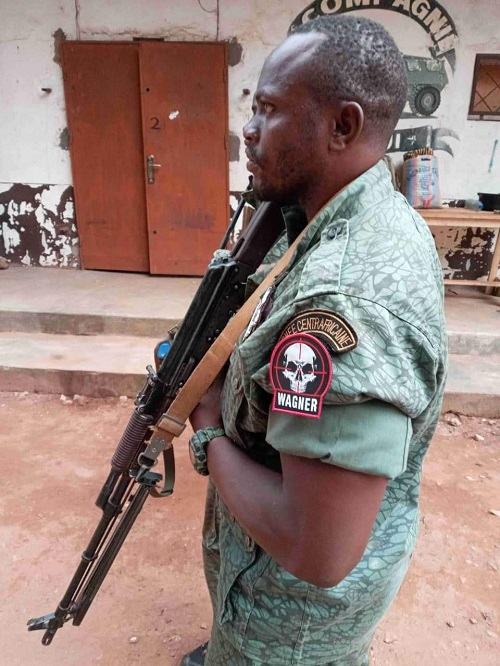
Чорношкірий найманець ПВК «Вагнер» в Африці, 2021 рік

Точна кількість найманців компанії Вагнера невідома. У березні 2016 року російське видання «Фонтанка» оцінювало кількість бойовиків у Сирії у 400 осіб. Журналісти російського РБК у серпні 2016 року оцінили загальну кількість (не лише в Сирії) близько 2,5 тис. Бойовикам завдано значних втрат у січні — лютому 2016 року в боях за Пальміру. Втрати в Сирії, за даними різних анонімних джерел, опитаних РБК, станом на березень 2016 року складали від 27 до понад 100 людей. СБУ 7 жовтня 2017 року повідомила про близько 5 тис. найманців і 67 точно підтверджених загиблих. Conflict Intelligence Team у жовтні опублікувала фотографію жетона з порядковим номером 4293. Російське інтернет-видання Republic (колишній Slon) у лютому 2018 року повідомило про список бійців одного з підрозділів із номерами жетонів від 1 до 3602. У грудні 2022 року радник РНБ США Джон Кірбі заявив про 50 тисяч найманців «Вагнера» в Україні, з яких близько 40 тисяч — завербовані на війну засуджені.
2017 року стало відомо, що до ПВК приєдналися деякі колишні бойовики диверсійної групи «Русич», включно з їхнім керівником петербурзьким неонацистом Олексієм Мільчаковим. Двома роками раніше кілька членів «Русича» самі, ймовірно, були жертвами ПВК «Вагнер» — загинули під час розстрілу Олександра Бєднова біля Лутугіного.
За оцінками США на середину лютого 2023 року кількість втрат ПВК «Вагнер» під час вторгнення в Україну становила близько 30 000 осіб, з яких близько 9000 загинули. Половина цих смертей сталася з середини грудня, причому 90 відсотків бойовиків ПВК «Вагнера», які були вбиті з грудня, були засудженими. Водночас Міністерство оборони Великої Британії підрахувало, що засуджені, завербовані «Вагнером», зазнали втрат до 50 %.

### Відомі учасники організації
- † Дмитро Валерійович Уткін, позивний «Вагнер» (1970 р. н., м. Смоліне Кіровоградської області, Україна[115]) — керівник компанії. Підполковник запасу. До 2013 року командир 700-го окремого загону спецназу 2-ї окремої бригади підрозділу спеціального призначення ГРУ МО Росії. 2013 року звільнився у запас, перейшов на роботу до Moran Security Group (MSG). Член організованого MSG того ж року «Слов'янського корпусу», у складі якого брав участь у провальній операції із захисту Башара Асада в Сирії. Прихильник ідеології та естетики Третього Рейху[22]. Журналісти Газета.ру з'ясували, що Уткін уродженець України, був одружений із Єленою Щербиніною, з якою розійшовся на початку 2000-х[116]. Тривалий час у публічному просторі було відомо лише про одну фотографію Уткіна низької якості. 9 грудня 2016 року він був на прийомі у Путіна, де випадково потрапив у кадр за спиною ведучої російського Першого каналу[117]. Прессекретар президента Росії Дмитро Песков підтвердив присутність Уткіна на заході і повідомив, що той є кавалером Ордену мужності і представляв Новгородську область[116]. На початку 2017 року з'явилася колективна фотографія Путіна і чотирьох офіцерів, серед яких був Уткін, нагороджений чотирма Орденами мужності[118]. Загинув 23 серпня 2023 року https://podrobnosti.ua/2479699-oftsjno-vgen-prigozhin-zaginuv.html
- † Чупов Сергій, позивний «Чуб», «Чупа» — заступник командира з бойової підготовки. Майор запасу. Закінчив військове училище в Алма-Аті. Служив в Афганістані, у внутрішніх військах у Чечні. У групі Вагнера від 2014 року. Загинув у лютому 2016 року під Дамаском[en][22].
- † Єльмеєв Андрій. Загинув 28 січня 2015 року під Дебальцевим. Нагороджений російським Орденом Мужності (посмертно)[22].
- † Шрейнер Андрій. Загинув 28 січня під Дебальцевим. Нагороджений російським Орденом Мужності (посмертно)[22].
- † Каминін Володимир. Похований у вересні 2014 року. Нагороджений російським Орденом Мужності (посмертно)[22].
- † Карченков Олександр Володимирович. Загинув навесні 2016 року в боях за Пальміру. Указом Володимира Путіна від 7 вересня 2016 року нагороджений Орденом Мужності (посмертно)[46].
- † Колганов Максим. Воював в Україні і в Сирії. Загинув 3 лютого 2016 року під Латакією. Нагороджений російською медаллю За відвагу і Орденом Мужності (посмертно)[22][23].
- † Морозов Сергій. Воював в Україні і в Сирії. Загинув 9 березня 2016 року біля Пальміри. Помічник самарського депутата від ЛДПР. Нагороджений Орденом Мужності (посмертно)[23].
- Савичич Давор (Davor Savičić) — серб, громадянин Боснії і Герцеговини[22]
- † Слишкін Іван. Приблизно 1994 року народження. Служив у Чечні за контрактом. Убитий у Сирії 12 лютого 2017 року[119].
- † Сумкін Іван Володимирович, позивний «Варяг». Народився 1987 року в селі Оренбурзької області. Загинув 16 березня 2016 року, залишений на полі бою[46].
- Олександр Селезньов — народився у Маріуполі, найманець ПВК, якого 16 квітня 2021 року було засуджено до 6 років в'язниці. 2015 року вступив до «полку» морської піхоти «ДНР», позивний «Качок». Наприкінці 2016 року повернувся до Маріуполя, передавав представниками ФСБ РФ і «ДНР» дані про дислокацію та озброєння ЗСУ[120].
- Павло Євгенович Пригожин — син власника ПВК «Вагнер», за словами якого брав участь у війні в Сирії та брав участь у війні в Україні з лютого 2014 до червня 2023 нагороджений «Чорним хрестом»[121].
- † Ігор Куск — лідер організованого злочинного угруповання з Татарстана, завербований до ПВК у липні 2022 року під час відбування покарання в колонії, знищений у вересні під Бахмутом[122].
- † Дмитро Меньшиков — ув'язнений, убитий у листопаді 2022 року, похований 24 грудня на так званій Алеї героїв Білоострівського цвинтара в Санкт-Петербурзі, незважаючи на протести адміністрації міста проти поховання там найманця. Після поховання Пригожин закликав націоналізувати майно олігархів на потреби приватної військової компанії[123].
- Медведєв Андрій — колишній член російської ПВК «Вагнер», який у липні 2022 року покинув ПВК, а в січні 2023 року незаконно перетнув кордон та запросив політичного притулку в Норвегії[124].
- Чубко Сергій Володимирович — основний командир, залишений Пригожиним за головного відповідального на території Білорусі[125][126].
- Володимир Борисенко – у 2020 році засуджений на 16 років ув’язнення за вбивство у травні 2017 року бізнесмена Іллі П’ятибратова, брата кандидата в губернатори Ростовської області. Амністований після участі в бойових діях, застрелений у Білій Калитві Ростовської області 21 листопада 2023 року чотирма пострілами в голову з пістолета Макарова.
- Руслан Джафаров – засуджений разом із Володимиром Борисенком (до 13 років колонії), убитий у лютому 2023 року в Україні.

### Іноземні найманці
У складі компанії діє взвод сербів, який почав формуватися влітку 2014 року. Персональні дані шістьох громадян Сербії, які брали участь у війні на Донбасі, публікувала СБУ.
26 листопада 2022 року в інтерв'ю фінським журналістам Helsingin Sanomat Пригожин розповів, що на контракті у складі «групи Вагнера» перебуває «достатньо велика кількість» іноземних найманців. Зокрема, він повідомив про окреме формування «Чеський батальйон імені Швейка» та близько 20 фінів — у складі окремого «Британського батальйону», командиром якого є громадянин США, ексгенерал морської піхоти.
У середині листопада 2022 року стало відомо про запит МЗС Замбії щодо обставин загибелі свого громадянина, який відбував тюремне покарання в Росії «за наркотики». 29 листопада Пригожин через свою пресслужбу повідомив, що 23-річний Ниренда Лемекані Нейтан дійсно був завербований до «групи Вагнера» у виправному закладі Тверської області РФ та загинув у бою 22 вересня 2022 року.
У складі ПВК перебували десятки громадян Таджикистану, що були завербовані, відбуваючи тюремне покарання у російських колоніях. Станом на вересень 2023 року, 54 з них загинули під час вторгнення в Україну. Також до лав ПВК було завербовано десятки громадян Узбекистану, не менше 58 з яких загинуло. Крім того, серед загиблих в'язнів, завербованих ПВК, були встановлені громадяни України, Азербайджану, Білорусі, Вірменії, Замбії, Іраку, Кот-д'Івуару, Молдови, Танзанії та Туркменістану.

## Тренувальна база
Тренувальна база ПВК «Вагнер» початково розташовувалася на хуторі Веселий у Ростовській області. У середині 2015 року перенесена на хутір Молькін Горячеключевського району Краснодарського краю, поруч із загальновійськовим полігоном № 243 (військова частина 55485). 2015 року полігон було модернізовано і додатково оснащено. Поруч, окрім бази ПВК «Вагнер», розташовані також 1-ша гвардійська ракетна бригада (військова частина 31853), 10-та окрема бригада спеціального призначення ГРУ Міноборони (військова частина 51532). Офіційно ПВК «Вагнер» не платить за оренду землі і приміщень. Через появу у ЗМІ інформації про базу, керівництво розглядало можливість її перенесення до Таджикистану, Нагірного Карабаху чи Абхазії.

## Логістика
У серпні 2016 року повідомлялося, що найманці потрапляють до Сирії власними силами. Постачання вантажів здійснюється кораблями російського військово-морського флоту. У квітні 2018 року агентство «Рейтер» виявило ще один канал доставки найманців таємними авіарейсами сирійської авіакомпанії Cham Wings Airlines з аеропорту Платов поблизу Ростова-на-Дону до Дамаска і Латакії. Агентство провело в цій справі велику кількість інтерв'ю, дослідило відкриті бази даних і виявило від 5 січня 2017 року 51 політ лайнерів Airbus A320 цієї компанії (вміщають до 180 осіб). Ці рейси не оголошуються в розкладі аеропорту, на них неможливо придбати квиток. За словами одного з опитуваних, коли приватних рейсів бракувало, до справи долучали літаки Міністерства оборони. Адміністрація президента РФ, Міністерство оборони РФ і сирійський уряд проігнорували запити Ройтерз у цій справі. Сирійська авіакомпанія від 2016 року перебуває під санкціями США. Дві українські посередницькі компанії Хорс і ДАРТ, які допомагали їй купляти літаки, потрапили до санкційного списку у вересні 2017 року. У квітні 2018 року після публікацій про причетність українських компаній Міністерство інфраструктури України розпочало перевірку.
Радіо Свобода, не називаючи авіакомпаній, повідомляє про чартерні рейси до авіабази «Хмеймім» із Ростова, а також із Моздока. Для відправки необхідний закордонний паспорт. Однак практикувались і «зелені коридори» — рейси без оформлення документів. Частина найманців транспортується десантними кораблями з Новоросійська. За даними СБУ, доставку із Владивостока здійснював також крейсер «Варяг» ВМФ РФ. Російське міністерство оборони відкинуло це звинувачення.

## Фінансування
Питання фінансування порушувала 2015 року інтернет-газета «Фонтанка», повідомивши чутки про причетність «одного відомого ресторатора, близького до верховної влади і міністерства оборони». Журналісти РБК виявили зв'язки багатьох фірм, які обслуговують військові частини в Молькіно, зі структурами ресторатора Євгена Пригожина. Газета «Вашингтон пост», посилаючись на джерела в американській розвідувальній спільноті, повідомила про контакти Пригожина із Сирійським урядом незадовго до і після невдалої атаки під Дайр-ез-Заур. Джерела інтернет-видання Republic повідомили, що в компанії «кілька приватних інвесторів».
Журналісти РБК спробували підрахувати річні витрати воєнізованого формування Вагнера, виходячи з оцінної кількості найманців у 2,5 тис. та даних про суми мінімальної і максимальної зарплатні, розміри компенсацій та ін. (зі свідчень опитаних РБК неназваних джерел). Гіпотетичні витрати на зарплатню становлять від 5,1 млрд до 10,3 млрд руб, одноразові витрати на спорядження 170 млн руб., компенсації загиблим — від 27 млн руб. Харчування — близько 2 млн руб. на день. Зарплатню найманці отримують готівкою, або на неіменні карти, зареєстровані на підставних осіб. Дещо раніше «Газета.ру» повідомляла, що затрати на підготовку найманців зведені до мінімуму, оскільки до компанії приймають людей, які вже мають бойовий досвід або військову спеціальність. Проводиться лише перевірка і корекція навичок, бойове злагодження під конкретні завдання.
Від 2017 року, за інформацією fontanka.ru, фінансування здійснює вже не Росія, а сирійська сторона. При цьому супроводжується частими затримками і суперечками щодо розміру виплат.
У грудні 2022 року координатор зі стратегічних питань Ради національної безпеки США Джон Кірбі повідомив, що Пригожин щомісячно витрачає понад 100 млн $ на фінансування операцій «групи Вагнера» в Україні.

## Українська справа
22 липня 2021 року Шевченківський суд Києва, за скаргою «Руху опору капітуляції», зобов'язав ДБР почати досудове розслідування за статтею 111 КК України (державна зрада) стосовно президента Володимира Зеленського та його оточення через зрив операції із затримання членів ПВК «Вагнера».
24 вересня 2021 року, тимчасова слідча комісія ВРУ заслухала свідчення у справі найманців ПВК «Вагнера» колишнього начальника Головного управління розвідки Міністерства оборони України генерал-полковника Василя Бурбу.

## Судовий позов від імені громадян України
У листопаді 2022 року юридична фірма McCue Jury & Partners розпочала підготовку судового позову з метою притягнення до кримінальної відповідальності приватної військової компанії та її засновника Євгена Пригожина за завдання шкоди та страждань українським громадянам, а також за застосування засобів тероризму для ведення незаконної війни.

## Втрати
З відкритих джерел та публікацій журналістів відомо про деякі втрати ПВК «Вагнер»:
Оцінки втрат ПВК «Вагнер» у різних воєнних конфліктах:
| Конфлікт                              | Період                                     | Оцінка втрат                      | Джерело                             | Примітки |
| ------------------------------------- | ------------------------------------------ | --------------------------------- | ----------------------------------- | --- |
| Війна на сході України                | 2014—2015                                  | 36 вбитих                         | СБУ                                 | Встановлені поіменно. |
| Інтервенція Росії в Сирію             | З 30 вересня 2015 року                     | 346 вбитих                        | BBC Росія                           | Встановлені поіменно. |
| Бій під Хішамом                       | 7—8 лютого 2018 року                       | 82 вбитих, 100 поранених          | СБУ                                 | 80 загиблих встановлені поіменно.                                                                                              |
| Громадянська війна у ЦАР              | З 2018 року                                | 34+ вбитих                        | Corbeau News Centrafrique, ЗМІ РФ   | 4 загиблих встановлені поіменно.                                                                                               |
| Друга громадянська війна у Лівії      | Вересень 2019 року                         | 10—35 вбитих                      | Meduza                              | 8 загиблих встановлені поіменно.                                                                                               |
| Ісламістський заколот у Мозамбіку     | Осінь 2019 року                            | 7—10+ вбитих                      | Moscow Times, інформаційний спротив | |
| Війна в Малі                          | З 2021 року                                | 100 вбитих                        | Necro Mancer, відкриті джерела      | Лише встановлені поіменно за допомогою відкритих джерел найманці.                                                              |
| Битва за Бахмут                       | 1 серпня 2022 року — 20 травня 2023 року   | 20 тис. вбитих                    | Євген Пригожин                      | |
| Російське вторгнення в Україну (2022) | 19 березня 2022 року — 20 травня 2023 року | 22 тис. вбитих, 40 тис. поранених | ПВК «Вагнер»                        | Станом на серпень 2023, посмертні компенсації були виплачені родичам 19 871 бійця ПВК, загиблого під час вторгнення в Україну. |
| Бій під Тінзаватеном                  | 25—27 липня 2024                           | 37—50+ вбитих                     | BBC                                 | 37 убитих встановлені поіменно.                                                                                                |